# Râle tacheté
Pardirallus maculatus
Espèce
Statut de conservation UICN

 LC  : Préoccupation mineure
Le Râle tacheté (Pardirallus maculatus) est une espèce d'oiseaux de la famille des Rallidae.

## Répartition
Son aire dissoute s'étend à travers l'écozone néotropicale.